# Batrachyla taeniata
Espèce
Statut de conservation UICN

 LC  : Préoccupation mineure
Batrachyla taeniata est une espèce d'amphibiens de la famille des Batrachylidae.

## Répartition
Cette espèce se rencontre au Chili et dans l'extrême ouest de l'Argentine avec un large éventail de latitude (environ 1 600 km du 32°S au 46°S) dans le biome de la forêt de Nothofagus, du niveau de la mer jusqu'à 1 000 m d'altitude,.

## Liste des synonymes
- Litoria glandulosa Bell, 1843
- Dendrobates lateralis Guichenot, 1848
- Cystignathus nebulosus Girard, 1853
- Cystignathus taeniatus Girard, 1855 "1854"
- Cystignathus hidalgoi Jiménez de la Espada, 1875
- Cystignathus macrodactylus Günther, 1881
- Borborocoetes taeniatus var. bilineata Werner, 1896
- Borborocoetes taeniatus var. rufodorsata Werner, 1896
- Borborocoetes taeniatus var. albovittata Werner, 1896
- Borborocoetes taeniatus var. modesta Werner, 1896
- Borborocoetes taeniatus var. intermedia Werner, 1896
- Borborocoetes taeniatus var. ornata Werner, 1896
- Alsodes bivittatus Philippi, 1902

## Publication originale
- Girard, 1855 "1854" : Abstract of a Report to Lieut. James M. Gilliss, U.S.N., upon the Reptiles collected during the U.S.N. Astronomical Expedition to Chili. Proceedings of the Academy of Natural Sciences of Philadelphia, vol. 7, p. 226–227  (texte intégral).